# 西行米
西行 米（さいぎょう まい、2000年6月7日 - ）は、日本の元女子バレーボール選手である。

## 来歴
神奈川県横浜市出身。小学1年生でバレーボールを始める。
川崎市立橘高等学校時代は3年生でキャプテンを務め、第71回全日本高等学校選手権（春高バレー）に出場。
日本体育大学在学中の2022年12月、V.LEAGUE Division2のブレス浜松への入団内定が発表された。2022-23シーズンに内定選手として出場しVリーグデビュー。
正式入団1年目の2023-24シーズンではチームのプレーオフ進出は逃したが、サーブレシーブ賞を受賞した。
新Vリーグとなった2024-25シーズンではチームのキャプテンに就任。レギュラーシーズン優勝に貢献し、トップサーブレシーバーを受賞した。2025年4月、同シーズン限りでの現役引退が発表された。6月30日に引退選手として公示。

## 人物
ブレス在籍時は社会福祉法人聖隷福祉事業団で勤務していた。

## 受賞歴
- 2024年 - 2023-24 V.LEAGUE DIVISION2 WOMEN サーブレシーブ賞
- 2025年 - 2024-25 V.LEAGUE WOMEN トップサーブレシーバー

## 所属チーム
- 川崎市立橘高等学校（2016-2019年）
- 日本体育大学（2019-2023年）
- ブレス浜松（2023-2025年）